# Институт экономики УрО РАН
Институ́т эконо́мики Ура́льского отделе́ния Росси́йской акаде́мии нау́к (официальное название Федеральное государственное бюджетное учреждение науки Институт экономики Уральского отделения Российской академии наук) — научно-исследовательский институт РАН, расположенный в г. Екатеринбурге. Институт образован 13 мая 1971 года на базе Отдела экономических исследований УНЦ АН СССР. Его первым директором был член-корреспондент РАН М. А. Сергеев, затем институтом руководили член-корреспондент РАН В. П. Чичканов (1986—1990) и академик РАН А. И. Татаркин (1991—2016). В настоящее время директором института является д.э.н. Ю. Г. Лаврикова.
Основные задачи института: создание новых научных знаний в сфере фундаментальных исследований и прикладных разработок по стратегии социально-экономического, инновационного, природно-ресурсного и экологического развития Уральского региона, повышение научного потенциала и значения экономической науки в институциональном преобразовании территорий.

## Структура
Структура института соответствует приоритетным направлениям проводимых исследований. В рамках четырёх отделов функционируют девять центров:
- Отдел региональной конкурентоспособности:
  - Центр экономической теории;
  - Центр стратегического развития территорий.
- Отдел прогнозирования размещения производительных сил и пространственного развития экономики региона:
  - Центр природопользования и геоэкологии;
  - Центр развития и размещения производительных сил.
- Отдел исследования региональных социально-экономических систем:
  - Центр региональных компаративных исследований;
  - Центр исследований социоэкономической динамики;
  - Центр координации исследований региональных интеграционных процессов.
- Отдел региональной промышленной политики и экономической безопасности:
  - Центр структурной политики региона;
  - Центр экономической безопасности.

В настоящее время институт пять филиалов: Пермский, Челябинский, Ижевский, Курганский, и Оренбургский; ранее существовал также филиал в Уфе.